# Grijota
Grijota település Spanyolországban, Palencia tartományban. Grijota Palencia, Autilla del Pino, Villamartín de Campos, Villaumbrales és Husillos községekkel határos. Lakosainak száma 2789 fő (2024).

## Népesség
A település népessége az elmúlt években az alábbi módon változott:
| Lakosok száma | 880  | 1011 | 1326 | 1579 | 1932 | 2059 | 2212 | 2319 | 2606 | 2789 |
|               | 2001 | 2004 | 2007 | 2009 | 2012 | 2014 | 2017 | 2019 | 2022 | 2024 |